# В предрассветной дымке
«В предрассветной дымке» (латыш. Rīta miglā) — советский короткометражный фильм 1966 года, снятый Имантсом Кренбергсом на Рижской киностудии.
Экранизация новеллы Эгонса Ливса «Нора».
Премьера состоялась 22 сентября 1966 года.

## Сюжет
О жизни латышского рыбацкого посёлка. О любви штурмана сейнера Арниса и медсестры Норы.

## В ролях
- Ингрида Андриня (дублировала Людмила Шевченко) — Нора
- Янис Мелдерис (дублировал Феликс Дейч) — Арнис
- Имантс Адерманис (дублировал Виктор Плют) — Эрнест
- Вилис Барда
- Мартиньш Вердиньш младший
- Валентинас Мацулевичюс
- Даумантс Милгравис (дублировал Константин Титов)

## Съёмочная группа
- Авторы сценария: Эгонс Ливс, Имантс Кренбергс
- Режиссёр-постановщик: Имантс Кренбергс
- Оператор: Марис Рудзитис
- Художник: Лаймдонис Грасманис
- Композитор: Рингольд Оре
- Звукооператор: Анна Патрикеева
- Режиссёр: Юрис Цельмс
- Редактор: Янис Лусис
- Директор картины: Викторс Риепша